# Robot & Frank
Robot & Frank è un film del 2012 diretto da Jake Schreier.
Il film ha per protagonista Frank Langella, che interpreta un anziano uomo che vive una bizzarra amicizia con un robot (doppiato da Peter Sarsgaard). Il film è stato presentato in anteprima al Sundance Film Festival, dove ha vinto il premio Alfred P. Sloan.

## Trama
In un futuro prossimo, Frank è un anziano burbero e solitario che inizia a mostrare i primi segni del morbo di Alzheimer. I figli, preoccupati per la salute del padre, piuttosto che metterlo in una casa di cura decidono di comprargli un robot umanoide che possa prendersi cura di lui. Inizialmente restio alla presenza del robot in casa, con il tempo Frank inizia a trarre piacevolmente vantaggio dalla presenza del robot, che gli fa compagnia e gli tiene pulita casa. Con il tempo tra Frank e il robot si instaura una bizzarra amicizia, che fa riaffiorare nell'uomo un'antica e illegale passione, il furto.

## Distribuzione
Dopo la presentazione al Sundance Film Festival, avvenuta il 20 gennaio 2012, il film è stato distribuito nelle sale cinematografiche statunitensi il 24 agosto dello stesso anno.

## Riconoscimenti
- 2012 - Sundance Film Festival
  - Premio Alfred P. Sloan